# Копиловці (Кюстендильська область)
Ко́пиловці (болг. Копиловци) — село в Кюстендильській області Болгарії. Входить до складу общини Кюстендил.

## Населення
За даними перепису населення 2011 року у селі проживала 681 особа, з них 671 особа (99,9%) — болгари.
Розподіл населення за віком у 2011 році:
Динаміка населення: